# Karley Scott Collins
Karley Scott Collins (14 dicembre 1999) è un'attrice statunitense.

## Filmografia

### Cinema
- The Hottie and the Nottie, regia di Tom Putnam (2008)
- The Collector, regia di Marcus Dunstan (2009)
- Letters to God, regia di David Nixon e Patrick Doughtie (2010)

### Televisione
- La forza del perdono (Amish Grace), regia di Gregg Champion – film TV (2010)
- Fringe – serie TV, episodio 3x15 (2011)
- C'era una volta (Once Upon a Time), serie TV, episodio 1x9 (2012)